# 柏原市立柏原東小学校
柏原市立柏原東小学校（かしわらしりつ かしわらひがししょうがっこう）は、大阪府柏原市大県にある公立小学校。

## 沿革
- 1953年（昭和28年）4月 - 柏原町立柏原東小学校として開校。
- 1958年（昭和33年）10月1日 - 柏原町が市制を施行して柏原市となったことにより、柏原市立柏原東小学校と改称。

## 通学区域
- 上市2～4丁目、清州1・2丁目、河原町、堂島町、法善寺1丁目のうち1番～8番・14番～19番、大県1丁目、太平寺1丁目のうち1番～3番[1]

※卒業後は基本的に柏原市立柏原中学校に進学する。